# Фондо Превиди (Модена)
Фондо Превиди је насеље у Италији у округу Модена, региону Емилија-Ромања.
Према процени из 2011. у насељу је живело 16 становника. Насеље се налази на надморској висини од 29 м.